# Жолдыбаев, Молдагали
Молдагали Жолдыбаев (каз. Молдағали Жолдыбаев; род. 1887, аул № 2, Кураильская волость, Лбищенский уезд, Уральская область, Российская империя — 1938, КазССР, СССР) — государственный деятель, журналист, педагог.

## Биография
В 1910 году окончил Оренбургскую учительскую школу. Работал учителем в начальной школе (1910—18). В эти годы печатался в журнале «Айқап» (статьи «Қазақтардың қазіргі халі», «Болашақ», «Ауылда», «Құрметті Әлжановқа жауап» и др.). Участник и организатор 1-го (1917) и 3-го (18 февраля 1918 года, Каратобе, уезде Жымпиты) Уральского областного съезда казахов. В 1920 году председатель Жымпитинского (Джамбейтинского) уездного ревкома; в 1921—1922 годах заместитель председателя Уральского губисполкома; в 1922 году председатель центра по науке, печати и литературе при Наркомпросе КАССР; 1923—1924 годах — ответственный редактор газеты «Еңбекші қазақ». В 1927 году — первый редактор журнала «Жаңа мектеп» (ныне «Қазақстан мектебі»), председатель учебно-методического совета при Наркомпросе КазАССР.
Автор учебного пособия «Рабочая книга для чтения» (Кызылорда, 1929), учебников «19 ғасыр мен 20 ғасырдың басындағы қазақ әдебиеті» (соавторы М.Ауэзов, А.Коныратбаев; Алматы, 1933), «Әдебиет хрестоматиясының» для 4 класса (соавторы А.Коныратбаев, М.Каратаев; 2-я часть, Кызылорда, 1934). Опубликовал рассказы-новеллы «Жол-жөнекей», «Айрылу», «Тірілу», «Бес қашқын» и др.
В декабре 1937 года арестован за участие в Алашском движении, в 1938 приговорён к расстрелу. Реабилитирован вместе с другими деятелями Алашского движения.